# Протасово (Большеигнатовский район)
Протасово (эрз. Протасова) — село, центр сельской администрации в Большеигнатовском районе Мордовии.

## География
Расположено на р. Сале, в 11 км от районного центра и 34 км от железнодорожной станции Оброчное.

## История
Название-антропоним: владельцами населённого пункта были Протасовы, получившие здесь землю в годы Северной войны (1700—1721). В «Списке населённых мест Нижегородской губернии» (1863) Протасово — деревня владельческая из 32 дворов Сергачского уезда. После отмены крепостного права сюда переселились 10 семей (Болеевы, Долговы, Киушовы, Яушевы и др.) из с. Чукалы. В 1930 году в Протасове насчитывалось 1200 чел. В 1928 году был организован колхоз им. РККА, с 1969 г. — совхоз, с 1990 г. — СХПК «Протасовский», с 1992 г. — 3 К(Ф)Х. В современном селе — основная школа, библиотека, магазин, отделение связи, медпункт.
В 2015 году в селе перестала функционировать школа.

## Население
| 2002 | 2010 |
| ---- | ---- |
| 233  | ↘210 |

Национальный состав
Согласно результатам Всероссийской переписи населения 2002 года, в национальной структуре населения мордва-эрзя составляли 93 %.

## Источник
- Энциклопедия Мордовия, Р. Н. Бузакова.